# Ченстохова-Гначин
Ченстохова-Гначин (пол. Częstochowa Gnaszyn) — железнодорожная станция в Ченстохове (расположенная в районе Гначин), в Силезском воеводстве Польши. Имеет 2 платформы и 2 пути.
Станция была построена в 1911 году на ведущей к границе Германской империи линии Кельцы — Русские-Гербы с шириной русской колеи. Во время Первой мировой войны немцы изменили эту линию на 1435 мм, и в результате она стала частью линии Кельце — Фосовске.